# Ветау
Ветау (њем. Wethau) општина је у њемачкој савезној држави Саксонија-Анхалт. Једно је од 43 општинска средишта округа Бургенланд. Према процјени из 2010. у општини је живјело 1.018 становника. Посједује регионалну шифру (AGS) 15084560.

## Географски и демографски подаци
Ветау се налази у савезној држави Саксонија-Анхалт у округу Бургенланд. Општина се налази на надморској висини од 168 метара. Површина општине износи 7,4 km². У самом мјесту је, према процјени из 2010. године, живјело 1.018 становника. Просјечна густина становништва износи 137 становника/km².